# Steve Wilhite
Stephen E. Wilhite (Estados Unidos, 3 de marzo de 1948-Milford (Ohio), 14 de marzo de 2022) fue un científico de la computación estadounidense que trabajó en CompuServe y fue el jefe de ingeniería del equipo que adaptó el formato de imagen GIF a partir del algoritmo anterior LZW, propiedad de Unisys. GIF pasó a ser el estándar de facto para imágenes en color de 8 bits en Internet hasta que PNG se convirtió en una alternativa viable.

## Biografía
El equipo de Wilhite en CompuServe desarrolló el formato GIF (Graphic Interchange Format, «Formato de Intercambio de Gráficos») en 1987.
Wilhite siguió trabajando para CompuServe/AOL hasta la primera década del siglo xxi. Trabajó en diversos sistemas de CompuServe, como sus protocolos de red (entre ellos, Host Micro Interface y el protocolo B para el CompuServe Information Manager), nuevas funcionalidades de servicio a principios de los años noventa, software de chat web a finales de la misma década, y la investigación de modelos de comunidad web hasta su partida en 2001 tras sufrir un ictus.
Antes de trabajar en el CompuServe Information Manager, dirigió un equipo que creó compiladores y sistemas en tiempo de ejecución para utilizarse en los ordenadores DECsystem-10, que eran las principales plataformas informáticas utilizadas por CompuServe. Los más notables fueron los compiladores y sistemas en tiempo de ejecución Fortran y BASIC, y una biblioteca sustancial denominada BTOOLS para dar soporte a la programación BLISS.[cita requerida]
El nombre de Wilhite aparece con frecuencia en el debate sobre la pronunciación del acrónimo GIF en inglés (con g dura, /ɡɪf/, o con g suave, /dʒɪf/, esta última denotada jif). «El Oxford English Dictionary acepta las dos pronunciaciones», decía Wilhite. «Están equivocados. Es una g suave, pronunciada jif. Fin de la historia». La pronunciación que escogió se hace eco deliberadamente de la marca estadounidense de manteca de cacahuete Jif.
Wilhite murió de COVID-19 el 14 de marzo de 2022, a los 74 años, en un hospital próximo a su casa de Milford (Ohio)